# Jason Rees (honkballer)
Jason Elliot Rees (Newcastle, 5 april 1984) is een Australische honkballer.
Rees begon op tienjarige leeftijd met honkbal in Australië. Hier maakte hij deel uit van het Australisch juniorenteam tot 13 jaar, daarna het team tot 17 jaar en het Jong Australië team tot 19 jaar. Hierna verhuisde hij naar Amerika waar hij zijn middelbare school afmaakte aan het Cloud Community College in Concordia (Kansas) waar hij uitkwam voor het schoolteam. Hierna schreef hij zich in bij de Fort Hays State University waar hij een Bachelor of Science graad behaalde in Human Health and Performance en uitkwam voor het Universiteitsteam. Hierna ging hij terug naar zijn geboorteland waar hij uitkwam voor de Central Coast Marlins in de hoofdklasse en voor zijn team dat seizoen 17 homeruns sloeg. In 2007 kwam hij uit voor het Bet Shemesh Blue Sox team in de hoofdklasse in Israël en won met dit team dat jaar de landstitel en was dat jaar de beste slagman met de meeste homeruns en ingeslagen punten. In het veld is zijn positie buitenvelder. In 2008 werd hij gecontracteerd door de New York Yankees organisatie en kwam voor hen uit in de minor league korte tijd maar werd rereleased en speelde in 2008 wederom voor zijn vereniging in Australië. In 2009 tekende Rees bij de Nederlandse hoofdklasse vereniging HCAW in Bussum waar hij in zijn eerste drie thuiswedstrijden telkens een homerun sloeg. Rees keerde aan het eind van het seizoen terug naar zijn vaderland.